# Grossmünster
Grossmünster je románský kostel v historické části švýcarského Curychu.
Je jedním ze tří hlavních kostelů ve městě a leží nedaleko řeky Limmat, na místě staršího kostela z dob Karlovců. Vybudován byl v 12. století a v středověku sloužil jako klášterní kostel.
Podle staré legendy jej založil král Karel Veliký na místě, kde jeho kůň dopadl na kolena nad hroby patronů města Felixe a Reguly. Nedávný archeologický výzkum potvrdil přítomnost římského pohřebiště na místě, kde se dnes kostel nachází.[zdroj?]